# Der Sohn (Film)
Der Sohn (Originaltitel: Le fils) ist ein belgisch-französischer Film der Regisseure Jean-Pierre und Luc Dardenne aus dem Jahr 2002.

## Handlung
Olivier ist Schreinermeister in einem Berufsausbildungszentrum für jugendliche Straftäter. Die Bewerbung eines 16-Jährigen verunsichert ihn. Zunächst lehnt er ihn ab, schickt ihn zu den Schweißern, später nimmt er ihn doch zu sich. Ständig beobachtet er den Neuen. Mit dem ahnungslosen Jungen ist er durch eine düstere Vergangenheit verbunden.

## Vollständiger Inhalt

### (Mittwoch)
Olivier ist Schreinermeister in einem Berufsausbildungszentrum, eine verantwortungsvolle Aufgabe, die ihm Freude macht und ihn ausfüllt. Das Bewerbungsschreiben eines Lehrlings bringt ihn aus der Fassung, er lehnt ihn ab; er soll zu den Schweißern. Doch lässt ihm dies keine Ruhe: er beobachtet den Neuen von der ersten Minute an, als er seinen Lehrlingsvertrag bei den Schweißern unterschreibt (Olivier flieht in Panik, um nicht gesehen zu werden). Er sucht immer wieder Vorwände, damit er seine Lehrlinge allein lassen kann, um den Neuen heimlich zu beobachten. Er erkundigt sich, wie dieser sich mache, meidet aber die Kantine, um dem Lehrling auszuweichen.
Am selben Tag besucht eine Frau Olivier zu Hause. Sie scheinen vertraut und doch distanziert. Sie offenbart ihm, dass sie heiraten werde, ein Kind erwarte, etwas Neues beginnen müsse. Wie es bei ihm stehe? Ja, sie arbeite noch in der Tankstelle. Olivier ist gedankenverloren, wacht erst auf, als sie schon gegangen ist; beim Wegfahren kann er sie noch einholen, warum sie gerade heute gekommen sei?

### (Donnerstag)
Am zweiten Tag geht Olivier zur Personalchefin. Mehrmals will er unverrichteter Dinge von der telefonierenden Frau wieder weggehen, doch sie hält ihn immer wieder zurück. Er würde den Neuen nehmen – bei den Schweißern liefe es nicht gut. Dann wird Olivier zum ersten Mal direkt mit dem Neuen konfrontiert: vorsichtig tastend, fast ängstlich suchend, findet er den Schlafenden in der Umkleide. Lange betrachtet er ihn, bevor er ihn weckt und zum Schreinern mitnimmt.
Dort weist er den Neuen ein, nutzt wieder jede noch so kleine Gelegenheit zur stillen Beobachtung. Nach Feierabend verfolgt er den Bus, mit dem der Junge nach Hause fährt, versucht herauszubekommen, wo er wohnt. Dieser läuft suchend mit einem Zettel durch die Straßen; als dieser Olivier bemerkt (er kehrt in diesem Moment abrupt um und geht hastig zum Auto zurück), ruft er ihn, läuft ihm nach, er habe sich verlaufen, wo die Rue du Molinay sei. Olivier weist ihm dem Weg, verfolgt ihn wieder, beobachtet den Jungen bis zu einer Haustür, zwei Straßenzüge weiter.
Olivier fährt zu der Tankstelle; lange überlegt er, ob er eintreten soll. Nervös raucht er eine Zigarette, die Hand zittert weiter. Er tritt ein, trifft seine frühere Frau. Er freue sich, dass sie ein Kind bekomme. Ruhig und gefasst spricht Olivier: Francis Thirion ist wieder frei. Er will im Zentrum Schreiner lernen. Er habe ihn erst nicht genommen, habe gezögert, ob er ihn als Lehrling nehmen solle. Die Frau: Olivier sei verrückt, er hat unser Kind getötet!
In einem Bistro stößt der Lehrling auf Olivier. Der will zunächst fortfahren, zögert dann aber, isst sein Sauerkrautbrötchen vor seinem Auto. Der Neue tritt hinzu, fragt, ob er sich ans Auto lehnen dürfe, bietet Pommes an. Die Stimmung entspannt sich nur wenig, als Francis Oliviers vorzügliches Schätzvermögen bezüglich Entfernungen und Größen mit dem Zollstock austestet – ihn hatte beeindruckt, dass Olivier am ersten Tag die exakte Größe für seinen Schreineranzug vorausgesagt hatte. Beim Essen belauern sie sich, plötzlich geht Olivier: Tschüss!

### (Freitag)
Der Neue macht sich gut, keine Fehler, ist folgsam, lernwillig; Schreiner ist seine Berufung. Bei einer Übung, bei der die Lehrlinge Balken auf steilen Leitern eine Fassade hochtragen, verlässt ihn jedoch die Kraft: er droht abzustürzen. Olivier eilt hinzu, mit Wucht landet Francis auf den Schultern seines Meisters (Olivier leider unter starken, chronischen  Rückenschmerzen). Der Lehrling kann sich nicht halten, droht hintüber zu kippen. Der Balken geht krachend zu Boden. Francis geht kauernd zu Boden, hat Angst, dass er wieder fortgeschickt wird.
Olivier stiehlt Francis’ Wohnungsschlüssel, dringt in dessen Wohnung ein, sieht sich um: ärmliche Wohnküche, winziges Bad, er legt sich schließlich (in Arbeitskluft) auf das Bett, daneben ein Klappstuhl mit Wecker, Radio, Tabletten.
Zurück im Ausbildungszentrum leitet der Meister den Lehrling an, sich eine Tragekiste zu bauen. Francis ist sehr geschickt. Olivier fragt ihn, was er am Wochenende mache. Francis weiß es nicht. Olivier insistiert. Die Familie besuche Francis nicht, der Freund der Mutter sei dagegen, wo der Vater wohne, wisse er nicht. Auf dem Parkplatz eine knappe Verabschiedung, dann ruft Olivier den Jungen zurück, will ihn fahren und absetzen.
Oliviers frühere Frau stößt hinzu, sie hat die beiden beobachtet. Olivier fängt sie ab, beruhigt sie. Er ist es. Sie erleidet einen Schwächeanfall, bricht zusammen. Francis läuft hinzu, will helfen; Olivier jagt ihn zurück ins Auto. Sie: Für wen hältst Du Dich? Niemand würde das tun. Olivier versteht nicht, warum er so handelt.
Im Wagen bietet Olivier Francis an, am Wochenende mitzufahren, Holz zu holen. So könne er die Holzarten kennenlernen und seinen Rückstand gegenüber den anderen Lehrlingen vermindern. Er hole ihn morgen um neun Uhr früh ab, den Händedruck verweigert er.

### (Samstag)
Am nächsten Tag im Auto landet das Gespräch wie zufällig bei Fraipont, der Jugendvollzugsanstalt, in der Francis vom elften bis zum 16. Lebensjahr einsaß. Später schläft Francis. Olivier beobachtet ihn, überprüft dann den Rückspiegel und bremst scharf. Francis wird nach vorn geschleudert, doch ihm passiert nichts. Olivier redet sich mit einem Kaninchen heraus... Francis bemerkt, er sei eingeschlafen. Er nehme Medikamente, um gut zu schlafen. Er schlummert wieder ein, wird von Olivier unsanft geweckt: Warum bist du mit elf Jahren nach Fraipont gekommen? Er habe eine Dummheit begangen: Diebstahl. Olivier besteht auf eine Antwort: Fraipont für einen Diebstahl? Da war noch etwas anderes. Er bittet, sich auf die Rückbank schlafen legen zu dürfen. Wieder beobachtet Olivier den Schlafenden, erst im Rückspiegel, dann direkt.
Dann hält Olivier zu einer Rast, weckt Francis, ob er Hunger habe. Er kauft sich einen Apfelplunder; Francis nimmt auch einen, doch auf Nachfrage der Bäckerin lässt Olivier getrennt abrechnen. Beim Essen fragt Francis, ob Olivier sein Vormund sein wolle. Er suche jemanden von außerhalb von Fraipont. Nach einer Weile wiederholt Francis sein Anliegen: Olivier will es sich überlegen. Warum willst Du mich als Vormund? Weil Sie mein Lehrmeister sind. Auf Einladung Francis’ spielen sie Tischfußball. Francis fragt, ob er Olivier sagen dürfe, die anderen Lehrlinge riefen ihn auch so. Olivier stimmt zögernd zu.
- Was war noch außer dem Diebstahl?
- Es gab einen Toten.
- Hast Du jemanden getötet?
- Ja... In Fraipont war ich der Held.

Später im Auto:
- Warum hast Du getötet? Als Dein Vormund sollte ich das doch wissen, nicht wahr? Was hast Du gestohlen?
- Ein Radio aus einem Auto.
- Dafür hast Du getötet?
- Hinten saß ein Junge, den ich nicht gesehen hatte. Er wollte mich nicht loslassen. Ich habe ihn am Hals gepackt, bis er mich losgelassen hat.
- Du hast ihn erwürgt.
- Er wollte mich nicht loslassen.
- Du hast ihn erwürgt!
- Ich wollte es nicht. Ich hatte Angst.
- Du hast es getan, sonst wäre er nicht tot.
- Ja, aber...
- Kein aber! Hast Du es getan oder nicht?
- Ja, schon.
- Bereust Du, was Du getan hast?
- Ja, klar.
- Wieso klar?
- Fünf Jahre eingesperrt, das bereut jeder. Ich gehe schnell pissen.

### (Im Holzlager)
Sie sind beim Holzhandel angekommen, der gehört Oliviers Bruder, so dass er einen Schlüssel hat. Francis interessiert sich wieder nur für das Schreinern, er möchte etwas lernen. Dann nehmen sie sich Holz, Olivier reicht es Francis von gigantischen Stapeln herunter. Wie ein Damoklesschwert tanzen die mächtigen Bohlen über Francis’ Haupt. Wieder unten, schneiden sie Bretter zu. Der Junge, den Du getötet hast, war mein Sohn. Francis flieht. Hab’ keine Angst. Komm’ zurück! Olivier verfolgt Francis durch das Holzlager. Ich tu dir nichts! Ich glaub’ Ihnen nicht! Francis ist in Panik, er bewirft Olivier mit Brettern. Ich war fünf Jahre eingesperrt. Ich habe bezahlt! Auf dem angrenzenden Waldgrundstück stellt Olivier den Flüchtenden, wirft ihn zu Boden. Hier wird Realität, was Olivier all die Jahre in seinen Träumen durchlebt haben mag: Er kniet über dem wehrlosen Francis und würgt ihn. Er kommt wieder zu Besinnung und lässt von dem Zitternden ab. Beide sind vollkommen erschöpft.
Olivier geht die Bretter aufladen. Francis tritt hinzu und hilft. Gemeinsam verpacken sie die Bretter in eine Plane.

## Stilmittel
Stete Unruhe ist es, die Olivier umtreibt, stete Unruhe, die durch die (zittrige) Handkamera getragen wird: es kommt keine andere Kamera zum Einsatz. Das Medium erlaubt nur kurze, schnelle Schnitte, harte Übergänge. Olivier erscheint fast immer von hinten, wodurch ihm die Mittel der Mimik kaum zur Verfügung stehen. Diese Hürde meistert Olivier Gourmet mit Bravour, in Cannes 2002 erhält er den Preis für den besten männlichen Darsteller. Robert B. Pippin zeigt auf, dass die Kamera immer sehr nah an den Figuren ist und oft den Hinterkopf von Olivier zeigt. Dies stelle das Verlangen dar, die Figur zu verstehen und nichts von der Handlung zu verpassen. Dabei soll auch bildlich der fehlende Abstand gezeigt werden, um die Situation reflektiert bewerten zu können. So kann Olivier seine Entscheidungen gegenüber seiner Ex-Frau nicht erklären.
Durchgehend abwesend ist Musik: die Regisseure verzichten vollständig auf dieses Stilmittel, um beim Zuschauer Emotionen zu erzeugen, und verlassen sich vollständig auf Szenenbild, Fotografie und die Schauspielkunst der Protagonisten. Überdeutlich wird diese Abwesenheit in einigen Szenen, z. B. der dominante Kassettenrekorder, der neben Francis’ Bett schweigt, oder das Autoradio, das auf den verschiedenen Fahrten nie auch nur einen Ton von sich gibt.

## Kritiken
epd Film: „Der meisterhafte Film der belgischen Brüder Dardenne erzählt von der Begegnung eines Vaters mit dem jugendlichen Mörder seines Sohnes. Er nutzt das Kino als Medium, das auch Grenzerfahrungen auf eine authentische Weise spürbar machen kann.“
Cinema: „Die großartige Idee zu einem spannenden Psychodrama bleibt handwerklich auf der Strecke.“
Das Portal playerweb.de: „Man muß es erwähnen: Unter dem simplen Titel brodelt ein stilistisch schlichtes, wortkarges, heimtückisches Meisterwerk, jederzeit dazu bereit, die Krallen auszufahren und unvermittelt auf’s Heftigste zuzuschlagen. […] das schockierend abrupte, bildkompositorisch brillante Ende ist schließlich ein brutal-zwingender, zutiefst verstörender Hieb in den mentalen Solarplexus. Man kann ihn eventuell verdrängen, aber unmöglich vergessen.“

## Auszeichnungen (Auswahl)
Der Film gewann 2002 zwei Preise in Cannes: Olivier Gourmet wurde als bester Schauspieler ausgezeichnet, Luc Dardenne und Jean-Pierre Dardenne erhielten eine Lobende Erwähnung der Ökumenischen Jury.